# 對 동경소녀 (사운드트랙)
"대 동경소녀 O.S.T (Dream Girl)"는 대한민국의 음악 그룹 애프터스쿨이 2009년 5월 22일에 발표한  디지털 싱글 앨범이다.

## 특징
- 일본의 음악 그룹 모닝구무스메의 노래 《LOVE머신》(Love Machine)을 리메이크한 곡이며, 《對 동경소녀》의 사운드트랙이다.

## 수록곡
| #  | 제목                   | 재생 시간 |
| -- | ---------------------- | --------- |
| 1. | 〈Dream Girl〉         | 3:56      |
| 2. | 〈Dream Girl (Inst.)〉 | 3:56      |